# Copa Davis 1989
La Copa Davis de 1989 fue la 78.ª edición del torneo de tenis masculino más importante por naciones. Participaron dieciséis equipos en el Grupo Mundial y más de cincuenta en los diferentes grupos regionales.

## Movilidad entre grupos: 1988 a 1989
| Categoría       | Categoría   | Grupos | Grupos | Grupos | Grupos | Grupos | Grupos | Grupos | Grupos | Grupos | Grupos | Grupos | Grupos | Grupos | Grupos | Grupos | Grupos | Grupos | Grupos |
| --------------- | ----------- | --- | --- | --- | --- | --- | --- | --- | --- | --- | --- | --- | --- | --- | --- | --- | --- | --- | --- |
| 1.º             | 1.º         | Mundial · 16 equipos · \| · Alemania Fed. \| · Australia \| · Austria \| · Checoslovaquia \| \| · Dinamarca \| · España \| · Estados Unidos \| · Francia \| \| · Indonesia \| · Israel \| · Italia \| · México \| \| · Paraguay \| · Suecia \| · Unión Soviética \| · Yugoslavia \| \| --------------- \| ----------- \| ----------------- \| ---------------- \| | Mundial · 16 equipos · \| · Alemania Fed. \| · Australia \| · Austria \| · Checoslovaquia \| \| · Dinamarca \| · España \| · Estados Unidos \| · Francia \| \| · Indonesia \| · Israel \| · Italia \| · México \| \| · Paraguay \| · Suecia \| · Unión Soviética \| · Yugoslavia \| \| --------------- \| ----------- \| ----------------- \| ---------------- \| | Mundial · 16 equipos · \| · Alemania Fed. \| · Australia \| · Austria \| · Checoslovaquia \| \| · Dinamarca \| · España \| · Estados Unidos \| · Francia \| \| · Indonesia \| · Israel \| · Italia \| · México \| \| · Paraguay \| · Suecia \| · Unión Soviética \| · Yugoslavia \| \| --------------- \| ----------- \| ----------------- \| ---------------- \| | Mundial · 16 equipos · \| · Alemania Fed. \| · Australia \| · Austria \| · Checoslovaquia \| \| · Dinamarca \| · España \| · Estados Unidos \| · Francia \| \| · Indonesia \| · Israel \| · Italia \| · México \| \| · Paraguay \| · Suecia \| · Unión Soviética \| · Yugoslavia \| \| --------------- \| ----------- \| ----------------- \| ---------------- \| | Mundial · 16 equipos · \| · Alemania Fed. \| · Australia \| · Austria \| · Checoslovaquia \| \| · Dinamarca \| · España \| · Estados Unidos \| · Francia \| \| · Indonesia \| · Israel \| · Italia \| · México \| \| · Paraguay \| · Suecia \| · Unión Soviética \| · Yugoslavia \| \| --------------- \| ----------- \| ----------------- \| ---------------- \| | Mundial · 16 equipos · \| · Alemania Fed. \| · Australia \| · Austria \| · Checoslovaquia \| \| · Dinamarca \| · España \| · Estados Unidos \| · Francia \| \| · Indonesia \| · Israel \| · Italia \| · México \| \| · Paraguay \| · Suecia \| · Unión Soviética \| · Yugoslavia \| \| --------------- \| ----------- \| ----------------- \| ---------------- \| | Mundial · 16 equipos · \| · Alemania Fed. \| · Australia \| · Austria \| · Checoslovaquia \| \| · Dinamarca \| · España \| · Estados Unidos \| · Francia \| \| · Indonesia \| · Israel \| · Italia \| · México \| \| · Paraguay \| · Suecia \| · Unión Soviética \| · Yugoslavia \| \| --------------- \| ----------- \| ----------------- \| ---------------- \| | Mundial · 16 equipos · \| · Alemania Fed. \| · Australia \| · Austria \| · Checoslovaquia \| \| · Dinamarca \| · España \| · Estados Unidos \| · Francia \| \| · Indonesia \| · Israel \| · Italia \| · México \| \| · Paraguay \| · Suecia \| · Unión Soviética \| · Yugoslavia \| \| --------------- \| ----------- \| ----------------- \| ---------------- \| | Mundial · 16 equipos · \| · Alemania Fed. \| · Australia \| · Austria \| · Checoslovaquia \| \| · Dinamarca \| · España \| · Estados Unidos \| · Francia \| \| · Indonesia \| · Israel \| · Italia \| · México \| \| · Paraguay \| · Suecia \| · Unión Soviética \| · Yugoslavia \| \| --------------- \| ----------- \| ----------------- \| ---------------- \| | Mundial · 16 equipos · \| · Alemania Fed. \| · Australia \| · Austria \| · Checoslovaquia \| \| · Dinamarca \| · España \| · Estados Unidos \| · Francia \| \| · Indonesia \| · Israel \| · Italia \| · México \| \| · Paraguay \| · Suecia \| · Unión Soviética \| · Yugoslavia \| \| --------------- \| ----------- \| ----------------- \| ---------------- \| | Mundial · 16 equipos · \| · Alemania Fed. \| · Australia \| · Austria \| · Checoslovaquia \| \| · Dinamarca \| · España \| · Estados Unidos \| · Francia \| \| · Indonesia \| · Israel \| · Italia \| · México \| \| · Paraguay \| · Suecia \| · Unión Soviética \| · Yugoslavia \| \| --------------- \| ----------- \| ----------------- \| ---------------- \| | Mundial · 16 equipos · \| · Alemania Fed. \| · Australia \| · Austria \| · Checoslovaquia \| \| · Dinamarca \| · España \| · Estados Unidos \| · Francia \| \| · Indonesia \| · Israel \| · Italia \| · México \| \| · Paraguay \| · Suecia \| · Unión Soviética \| · Yugoslavia \| \| --------------- \| ----------- \| ----------------- \| ---------------- \| | Mundial · 16 equipos · \| · Alemania Fed. \| · Australia \| · Austria \| · Checoslovaquia \| \| · Dinamarca \| · España \| · Estados Unidos \| · Francia \| \| · Indonesia \| · Israel \| · Italia \| · México \| \| · Paraguay \| · Suecia \| · Unión Soviética \| · Yugoslavia \| \| --------------- \| ----------- \| ----------------- \| ---------------- \| | Mundial · 16 equipos · \| · Alemania Fed. \| · Australia \| · Austria \| · Checoslovaquia \| \| · Dinamarca \| · España \| · Estados Unidos \| · Francia \| \| · Indonesia \| · Israel \| · Italia \| · México \| \| · Paraguay \| · Suecia \| · Unión Soviética \| · Yugoslavia \| \| --------------- \| ----------- \| ----------------- \| ---------------- \| | Mundial · 16 equipos · \| · Alemania Fed. \| · Australia \| · Austria \| · Checoslovaquia \| \| · Dinamarca \| · España \| · Estados Unidos \| · Francia \| \| · Indonesia \| · Israel \| · Italia \| · México \| \| · Paraguay \| · Suecia \| · Unión Soviética \| · Yugoslavia \| \| --------------- \| ----------- \| ----------------- \| ---------------- \| | Mundial · 16 equipos · \| · Alemania Fed. \| · Australia \| · Austria \| · Checoslovaquia \| \| · Dinamarca \| · España \| · Estados Unidos \| · Francia \| \| · Indonesia \| · Israel \| · Italia \| · México \| \| · Paraguay \| · Suecia \| · Unión Soviética \| · Yugoslavia \| \| --------------- \| ----------- \| ----------------- \| ---------------- \| | Mundial · 16 equipos · \| · Alemania Fed. \| · Australia \| · Austria \| · Checoslovaquia \| \| · Dinamarca \| · España \| · Estados Unidos \| · Francia \| \| · Indonesia \| · Israel \| · Italia \| · México \| \| · Paraguay \| · Suecia \| · Unión Soviética \| · Yugoslavia \| \| --------------- \| ----------- \| ----------------- \| ---------------- \| | Mundial · 16 equipos · \| · Alemania Fed. \| · Australia \| · Austria \| · Checoslovaquia \| \| · Dinamarca \| · España \| · Estados Unidos \| · Francia \| \| · Indonesia \| · Israel \| · Italia \| · México \| \| · Paraguay \| · Suecia \| · Unión Soviética \| · Yugoslavia \| \| --------------- \| ----------- \| ----------------- \| ---------------- \| |
| 2.º             | 2.º         | Zona de Europa y África 1 · 11 equipos · Finlandia · Gran Bretaña · Hungría · Irlanda · Nigeria · Países Bajos · Portugal · Rumania · Senegal · Suiza · Zimbabue · | Zona de Europa y África 1 · 11 equipos · Finlandia · Gran Bretaña · Hungría · Irlanda · Nigeria · Países Bajos · Portugal · Rumania · Senegal · Suiza · Zimbabue · | Zona de Europa y África 1 · 11 equipos · Finlandia · Gran Bretaña · Hungría · Irlanda · Nigeria · Países Bajos · Portugal · Rumania · Senegal · Suiza · Zimbabue · | Zona de Europa y África 1 · 11 equipos · Finlandia · Gran Bretaña · Hungría · Irlanda · Nigeria · Países Bajos · Portugal · Rumania · Senegal · Suiza · Zimbabue · | Zona de Europa y África 1 · 11 equipos · Finlandia · Gran Bretaña · Hungría · Irlanda · Nigeria · Países Bajos · Portugal · Rumania · Senegal · Suiza · Zimbabue · | Zona de Europa y África 1 · 11 equipos · Finlandia · Gran Bretaña · Hungría · Irlanda · Nigeria · Países Bajos · Portugal · Rumania · Senegal · Suiza · Zimbabue · | Zona de Europa y África 1 · 11 equipos · Finlandia · Gran Bretaña · Hungría · Irlanda · Nigeria · Países Bajos · Portugal · Rumania · Senegal · Suiza · Zimbabue · | Zona de Europa y África 1 · 11 equipos · Finlandia · Gran Bretaña · Hungría · Irlanda · Nigeria · Países Bajos · Portugal · Rumania · Senegal · Suiza · Zimbabue · | Zona de Europa y África 1 · 11 equipos · Finlandia · Gran Bretaña · Hungría · Irlanda · Nigeria · Países Bajos · Portugal · Rumania · Senegal · Suiza · Zimbabue · | Zona de Asia y Oceanía 1 · 7 equipos · China · Corea del Sur · Filipinas · Hong Kong · India · Japón · Nueva Zelanda · | Zona de América 1 · 6 equipos · Argentina · Brasil · Canadá · Ecuador · Perú · Uruguay · | | | | | | | |
| 3.º             | 3.º         | Zona de Europa 2 · 10 equipos · Bélgica · Bulgaria · Chipre · Grecia · Luxemburgo · Malta · Mónaco · Noruega · Polonia · Turquía · | Zona de Europa 2 · 10 equipos · Bélgica · Bulgaria · Chipre · Grecia · Luxemburgo · Malta · Mónaco · Noruega · Polonia · Turquía · | Zona de Europa 2 · 10 equipos · Bélgica · Bulgaria · Chipre · Grecia · Luxemburgo · Malta · Mónaco · Noruega · Polonia · Turquía · | Zona de Europa 2 · 10 equipos · Bélgica · Bulgaria · Chipre · Grecia · Luxemburgo · Malta · Mónaco · Noruega · Polonia · Turquía · | Zona de Europa 2 · 10 equipos · Bélgica · Bulgaria · Chipre · Grecia · Luxemburgo · Malta · Mónaco · Noruega · Polonia · Turquía · | Zona de África 2 · 9 equipos · Argelia · Camerún · Costa de Marfil · Egipto · Ghana · Kenia · Libia · Marruecos · Túnez · | Zona de África 2 · 9 equipos · Argelia · Camerún · Costa de Marfil · Egipto · Ghana · Kenia · Libia · Marruecos · Túnez · | Zona de África 2 · 9 equipos · Argelia · Camerún · Costa de Marfil · Egipto · Ghana · Kenia · Libia · Marruecos · Túnez · | Zona de África 2 · 9 equipos · Argelia · Camerún · Costa de Marfil · Egipto · Ghana · Kenia · Libia · Marruecos · Túnez · | Zona de Asia y Oceanía 2 · 12 equipos · Bangladés · (N) Baréin · China Taipéi · Irak · (N) Jordania · (N) Kuwait · Malasia · Pakistán · Singapur · Siria · Sri Lanka · Tailandia · | Zona de América 2 · 8 equipos · (N) Bahamas · Bolivia · Chile · Colombia · Cuba · Jamaica · (N) Rep. Dominicana · Venezuela · | | | | | | | |
| · Alemania Fed. | · Australia | · Austria | · Checoslovaquia | | | | | | | | | | | | | | | | |
| · Dinamarca     | · España    | · Estados Unidos | · Francia | | | | | | | | | | | | | | | | |
| · Indonesia     | · Israel    | · Italia | · México | | | | | | | | | | | | | | | | |
| · Paraguay      | · Suecia    | · Unión Soviética | · Yugoslavia | | | | | | | | | | | | | | | | |

## Grupo Mundial
|  | Octavos de final | Octavos de final |                |   | Cuartos de final | Cuartos de final |  |  | Semifinales | Semifinales |  |  | Final           | Final           |
|  | 3-5 febrero      | 3-5 febrero      |                |   | 7-9 abril        | 7-9 abril        |  |  | 21-23 julio | 21-23 julio |  |  | 15-17 diciembre | 15-17 diciembre |
|  |                  |                  |                |   |                  |                  |  |  |             |             |  |  |                 |                 |
|  |                  |                  |                |   |                  |                  |  |  |             |             |  |  |                 |                 |
|  |                  |                  |                |   |                  |                  |  |  |             |             |  |  |                 |                 |
|  | Suecia           | 4                |                |   |                  |                  |  |  |             |             |  |  |                 |                 |
|  | Suecia           | 4                |                |   |                  |                  |  |  |             |             |  |  |                 |                 |
|  | Italia           | 1                |                |   |                  |                  |  |  |             |             |  |  |                 |                 |
|  | Italia           | 1                | Suecia         | 3 |                  |                  |  |  |             |             |  |  |                 |                 |
|  |                  |                  |                | 3 |                  |                  |  |  |             |             |  |  |                 |                 |
|  |                  | Austria          | 2              |   |                  |                  |  |  |             |             |  |  |                 |                 |
|  | Australia        | Austria          | 2              | 0 |                  |                  |  |  |             |             |  |  |                 |                 |
|  | Australia        |                  |                | 0 |                  |                  |  |  |             |             |  |  |                 |                 |
|  | Austria          | 5                |                |   |                  |                  |  |  |             |             |  |  |                 |                 |
|  | Austria          | 5                | Suecia         | 4 |                  |                  |  |  |             |             |  |  |                 |                 |
|  |                  |                  |                | 4 |                  |                  |  |  |             |             |  |  |                 |                 |
|  |                  | Yugoslavia       | 1              |   |                  |                  |  |  |             |             |  |  |                 |                 |
|  | Yugoslavia       | Yugoslavia       | 1              | 4 |                  |                  |  |  |             |             |  |  |                 |                 |
|  | Yugoslavia       |                  |                | 4 |                  |                  |  |  |             |             |  |  |                 |                 |
|  | Dinamarca        | 1                |                |   |                  |                  |  |  |             |             |  |  |                 |                 |
|  | Dinamarca        | 1                | Yugoslavia     | 4 |                  |                  |  |  |             |             |  |  |                 |                 |
|  |                  |                  |                | 4 |                  |                  |  |  |             |             |  |  |                 |                 |
|  |                  | España           | 1              |   |                  |                  |  |  |             |             |  |  |                 |                 |
|  | España           | España           | 1              | 3 |                  |                  |  |  |             |             |  |  |                 |                 |
|  | España           |                  |                | 3 |                  |                  |  |  |             |             |  |  |                 |                 |
|  | México           | 2                |                |   |                  |                  |  |  |             |             |  |  |                 |                 |
|  | México           | 2                | Suecia         | 2 |                  |                  |  |  |             |             |  |  |                 |                 |
|  |                  |                  |                | 2 |                  |                  |  |  |             |             |  |  |                 |                 |
|  |                  | Alemania Fed.    | 3              |   |                  |                  |  |  |             |             |  |  |                 |                 |
|  | Paraguay         | Alemania Fed.    | 3              | 0 |                  |                  |  |  |             |             |  |  |                 |                 |
|  | Paraguay         |                  |                | 0 |                  |                  |  |  |             |             |  |  |                 |                 |
|  | Estados Unidos   | 5                |                |   |                  |                  |  |  |             |             |  |  |                 |                 |
|  | Estados Unidos   | 5                | Estados Unidos | 5 |                  |                  |  |  |             |             |  |  |                 |                 |
|  |                  |                  |                | 5 |                  |                  |  |  |             |             |  |  |                 |                 |
|  |                  | Francia          | 0              |   |                  |                  |  |  |             |             |  |  |                 |                 |
|  | Israel           | Francia          | 0              | 1 |                  |                  |  |  |             |             |  |  |                 |                 |
|  | Israel           |                  |                | 1 |                  |                  |  |  |             |             |  |  |                 |                 |
|  | Francia          | 4                |                |   |                  |                  |  |  |             |             |  |  |                 |                 |
|  | Francia          | 4                | Estados Unidos | 2 |                  |                  |  |  |             |             |  |  |                 |                 |
|  |                  |                  |                | 2 |                  |                  |  |  |             |             |  |  |                 |                 |
|  |                  | Alemania Fed.    | 3              |   |                  |                  |  |  |             |             |  |  |                 |                 |
|  | Unión Soviética  | Alemania Fed.    | 3              | 1 |                  |                  |  |  |             |             |  |  |                 |                 |
|  | Unión Soviética  |                  |                | 1 |                  |                  |  |  |             |             |  |  |                 |                 |
|  | Checoslovaquia   | 4                |                |   |                  |                  |  |  |             |             |  |  |                 |                 |
|  | Checoslovaquia   | 4                | Checoslovaquia | 2 |                  |                  |  |  |             |             |  |  |                 |                 |
|  |                  |                  |                | 2 |                  |                  |  |  |             |             |  |  |                 |                 |
|  |                  | Alemania Fed.    | 3              |   |                  |                  |  |  |             |             |  |  |                 |                 |
|  | Indonesia        | Alemania Fed.    | 3              | 0 |                  |                  |  |  |             |             |  |  |                 |                 |
|  | Indonesia        |                  |                | 0 |                  |                  |  |  |             |             |  |  |                 |                 |
|  | Alemania Fed.    | 5                |                |   |                  |                  |  |  |             |             |  |  |                 |                 |
|  | Alemania Fed.    | 5                |                |   |                  |                  |  |  |             |             |  |  |                 |                 |

- En cursiva equipos que juegan de local.

## Final
| Schleyerhalle, Stuttgart, Alemania Federal 15 al 17 de diciembre de 1989 |  |                              |       |       |       |       |   |
| \| 1 \| \| Carl-Uwe Steeb \| 7 \| 6 (0) \| 7 \| 2 \| 3 \| \| 1 \| \| Mats Wilander \| 5 \| 7 \| 6 (5) \| 6 \| 6 \| \| 2 \| \| Boris Becker \| 6 \| 6 \| 6 \| \| \| \| 2 \| \| Stefan Edberg \| 2 \| 2 \| 4 \| \| \| \| 3 \| \| Boris Becker-Eric Jelen \| 7 \| 6 \| 3 \| 6 (5) \| 6 \| \| 3 \| \| Jan Gunnarsson-Anders Järryd \| 6 (6) \| 4 \| 6 \| 7 \| 4 \| \| 4 \| \| Boris Becker \| 6 \| 6 \| 6 \| \| \| \| 4 \| \| Mats Wilander \| 2 \| 0 \| 2 \| \| \| \| 5 \| \| Carl-Uwe Steeb \| 2 \| 4 \| \| \| \| \| 5 \| \| Stefan Edberg \| 6 \| 6 \| \| \| \| |  |                              |       |       |       |       |   |
| 1 |  | Carl-Uwe Steeb               | 7     | 6 (0) | 7     | 2     | 3 |
| 1 |  | Mats Wilander                | 5     | 7     | 6 (5) | 6     | 6 |
| 2 |  | Boris Becker                 | 6     | 6     | 6     |       |   |
| 2 |  | Stefan Edberg                | 2     | 2     | 4     |       |   |
| 3 |  | Boris Becker-Eric Jelen      | 7     | 6     | 3     | 6 (5) | 6 |
| 3 |  | Jan Gunnarsson-Anders Järryd | 6 (6) | 4     | 6     | 7     | 4 |
| 4 |  | Boris Becker                 | 6     | 6     | 6     |       |   |
| 4 |  | Mats Wilander                | 2     | 0     | 2     |       |   |
| 5 |  | Carl-Uwe Steeb               | 2     | 4     |       |       |   |
| 5 |  | Stefan Edberg                | 6     | 6     |       |       |   |

## Repesca al Grupo Mundial de 1990
Los play-offs o repescas se disputan entre los clasificados de los Grupos 1 Continentales y los perdedores en Primera Ronda del Grupo Mundial. Los ganadores participarán del Grupo Mundial de la Copa Davis 1990; en cambio, los perdedores disputarán un año más su Grupo 1 Continental.
| Sede de la confrontación | Superficie          | Equipo local  | Marcador | Equipo visitante |
| ------------------------ | ------------------- | ------------- | -------- | ---------------- |
| Eatsbourne               | Césped              | Gran Bretaña  | 2–3      | Argentina        |
| Lima                     | Arcilla             | Perú          | 2–3      | Australia        |
| Aarhus                   | Moqueta, bajo techo | Dinamarca     | 1–4      | Italia           |
| Auckland                 | Moqueta, bajo techo | Nueva Zelanda | 4–1      | Hungría          |
| Best                     | Moqueta, bajo techo | Países Bajos  | 5–0      | Indonesia        |
| Seúl                     | Dura                | Corea del Sur | 1–4      | Israel           |
| Ciudad de México         | Arcilla             | México        | 4–1      | Unión Soviética  |
| Langenthal               | Arcilla             | Suiza         | 5–0      | Paraguay         |